# Polygala huillensis
Polygala huillensis är en jungfrulinsväxtart som beskrevs av Friedrich Welwitsch och Oliver. Polygala huillensis ingår i släktet jungfrulinssläktet, och familjen jungfrulinsväxter. Inga underarter finns listade i Catalogue of Life.